# Епархия Игуату
Епархия Игуату (лат. Dioecesis Iguatuvina) — епархия Римско-Католической церкви c центром в городе Игуату, Бразилия. Епархия Игуату входит в митрополию Форталезы. Кафедральным собором епархии Форталезы является собор святой Анны.

## История
28 января 1961 года Римский папа Иоанн XXIII издал буллу In apostolicis, которой учредил епархию Игуату, выделив её из архиепархии Форталезы и епархии Крату.
28 сентября 1963 года епархия Игуату передала часть своей территории для возведения новой епархии Кратеуса.

## Ординарии епархии
- епископ José Mauro Ramalho de Alarcón Santiago (13.10.1961 — 26.07.2000);
- епископ José Doth de Oliveira (26.07.2000 — 7.01.2009);
- епископ João José da Costa (7.01.2009 — 5.11.2014), назначен архиепископом-коадъютором Аракажу
  - Sede Vacante

## Источник
- Annuario Pontificio, Ватикан, 2007